# Callitriche lechleri
Callitriche lechleri là một loài thực vật có hoa trong họ Mã đề. Loài này được (Hegelm.) Fassett mô tả khoa học đầu tiên năm 1951.